# Пачатковая школа
«Пачатко́вая шко́ла» — белорусское издательство. Создано в 2001 на базе редакции научно-методического журнала «Пачатковая школа». Главный редактор — Ольга Ванина.
Специализируется на выпуске учебных изданий, адресованных ученикам, педагогам, родительской общественности, студентам педагогических учреждений высшего образования. Является универсальным издательством.
Выпускает:
- научно-популярную, справочную и художественную литературу для детей и взрослых;
- наглядные пособия и плакаты;
- электронные средства обучения;
- научно-методические журналы «Пачатковая школа» (с мультимедийным приложением), «Беларускі гістарычны часопіс», «Выхаванне i дадатковая адукацыя», «Диалог. Психологический и социально-педагогический журнал»;
- детские журналы «Топа», «Топа. Вырезалочка», «Рюкзачишка», «Рюкзачишкины прописи», «Рюкзачок». «Рюкзачок. Весёлый зоопарк», «Рюкзачок. Мир путешествий», «Юный техник и изобретатель»[2];
- серию журналов-тренажеров «Отличник».

Издательство ежегодно реализует книжные проекты в рамках государственных заказов: с 2004 года — учебное пособие «Беларусь — наша Радзіма. Падарунак Прэзідэнта Рэспублікі Беларусь А. Р. Лукашэнкі першакласніку»; с 2007 года — комбинированное издание «Я — гражданин Республики Беларусь».
С 1 августа 2019 года издательство «Пачатковая школа» реогранизовано путем присоединения к издательству «Адукацыя і выхаванне».

## Авторы
Алексей Якимович, Наталья Игнатенко, Виктор Кажуро, Валерий Кастрючин, Алла Шарко, Елена Грабчикова, Наталья Сторожева, Ольга Никольская, Янина Жабко.

## Награды

### 2009[11]
- Диплом Победителя V Национального конкурса печатных средств массовой информации «ЗОЛОТАЯ ЛИТЕРА» в номинации «Лучшее детско-юношеское издание» (за журнал «Рюкзачок»).

### 2010[11]
- Диплом Лауреата VI Национального конкурса печатных средств массовой информации «ЗОЛОТАЯ ЛИТЕРА» в номинации «Лучшее детско-юношеское издание» (за журнал «Рюкзачишка»).

### 2011[11]
- Диплом Лауреата VII Национального конкурса печатных средств массовой информации «ЗОЛОТАЯ ЛИТЕРА» в номинации «Дебют» (за журнал «Рюкзачок. Мир компьютеров»).
- Почётная грамота Белорусского Союза Журналистов (директору издательства «Пачатковая школа» за личный вклад в развитие белорусской журналистики).

### 2012[11]
- Диплом Лауреата VIII Национального конкурса печатных средств массовой информации «ЗОЛОТАЯ ЛИТЕРА» в номинации «Лучшее детско-юношеское издание» (за журнал «Рюкзак»).
- Интернет-премия 19-й Международной специализированной выставки и конгресса «tibo—2012» (за разработку сайта).

### 2013[11]
- Диплом Лауреата IX Национального конкурса печатных средств массовой информации «ЗОЛОТАЯ ЛИТЕРА» в номинации «Лучшее специализированное отраслевое издание» (за журнал «Пачатковая школа»)[12].
- Диплом Лауреата IX Национального конкурса печатных средств массовой информации «ЗОЛОТАЯ ЛИТЕРА» в номинации «Лучшие материалы научной и научно — популярной тематики» (за журнал «Беларускі гістарычны часопіс»)[12].
- Диплом Лауреата IX Национального конкурса печатных средств массовой информации «ЗОЛОТАЯ ЛИТЕРА» в номинации «Лучшее детско-юношеское издание» (за журнал «Рюкзачок. Веселый зоопарк»)[12].
- Персональный диплом IX Национального конкурса печатных средств массовой информации «ЗОЛОТАЯ ЛИТЕРА» в номинации «Лучший дизайнер — оформитель» (начальнику отдела подготовки к печати И. И. Радоману).
- Диплом Второй ступени Нацыянального конкурса «Мастацтва кнігі — 2013» «ЗАЛАТЫ ФАЛІЯНТ» в номинации «Садружнасць» (за книгу «Полоцк — Смоленск. Вехи общей судьбы»)

### 2014[11]
- Диплом Победителя Х Национального конкурса печатных средств массовой информации «ЗОЛОТАЯ ЛИТЕРА» в номинации «Лучшее специализированное издание» (за научно-методический журнал «Пачатковая школа»)[12].
- Диплом Лауреата Х Национального конкурса печатных средств массовой информации «ЗОЛОТАЯ ЛИТЕРА» в номинации «Лучшее детско-юношеское издание» (за журнал «Рюкзачишка»)[12].

### 2016
- Диплом победителя XII Национального конкурса печатных средств массовой информации «ЗОЛОТАЯ ЛИТЕРА» в номинации «Лучшие материалы для детей и юношества» (за серию журналов-тренажеров «Отличник»)[13].